# سلتیک ومن

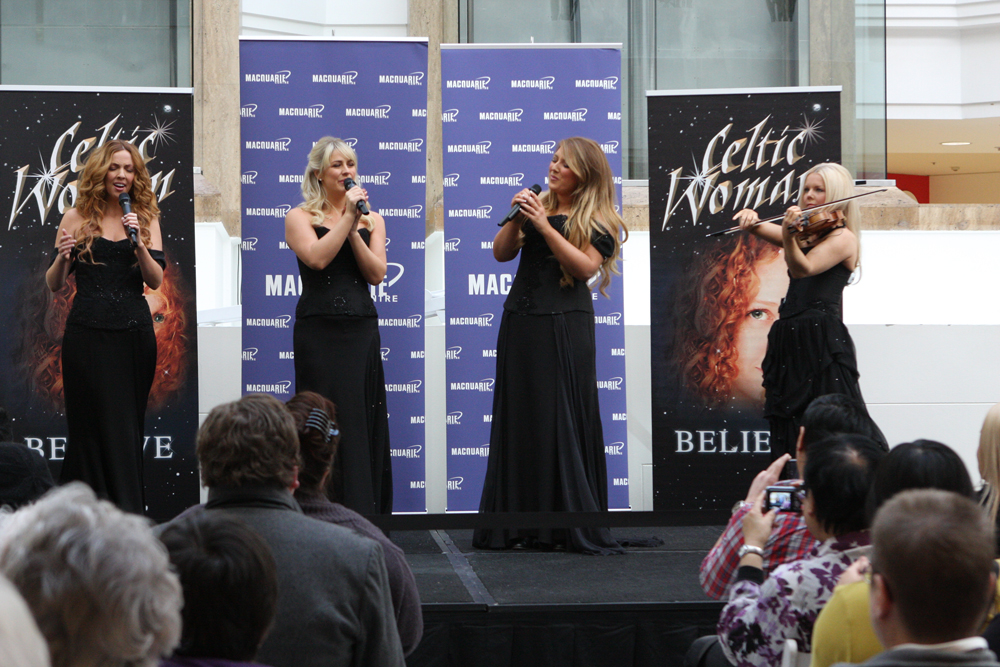
اعضای گروه در سال ۲۰۱۲

سلتیک ومن یا زن سلتیک، یک گروه موسیقی زنانه ایرلندی است. این گروه به همراه اعضای اولیه آن برای یکبار شرکت در رویدادی در دوبلین ایرلند به‌صورت اتفاقی تشکیل شد اما پس از چندین پخش اجرایشان توسط پی‌بی‌اس و حضور در تورهای بین‌المللی مکرر به شهرت جهانی دست یافتند.